# Betsaida

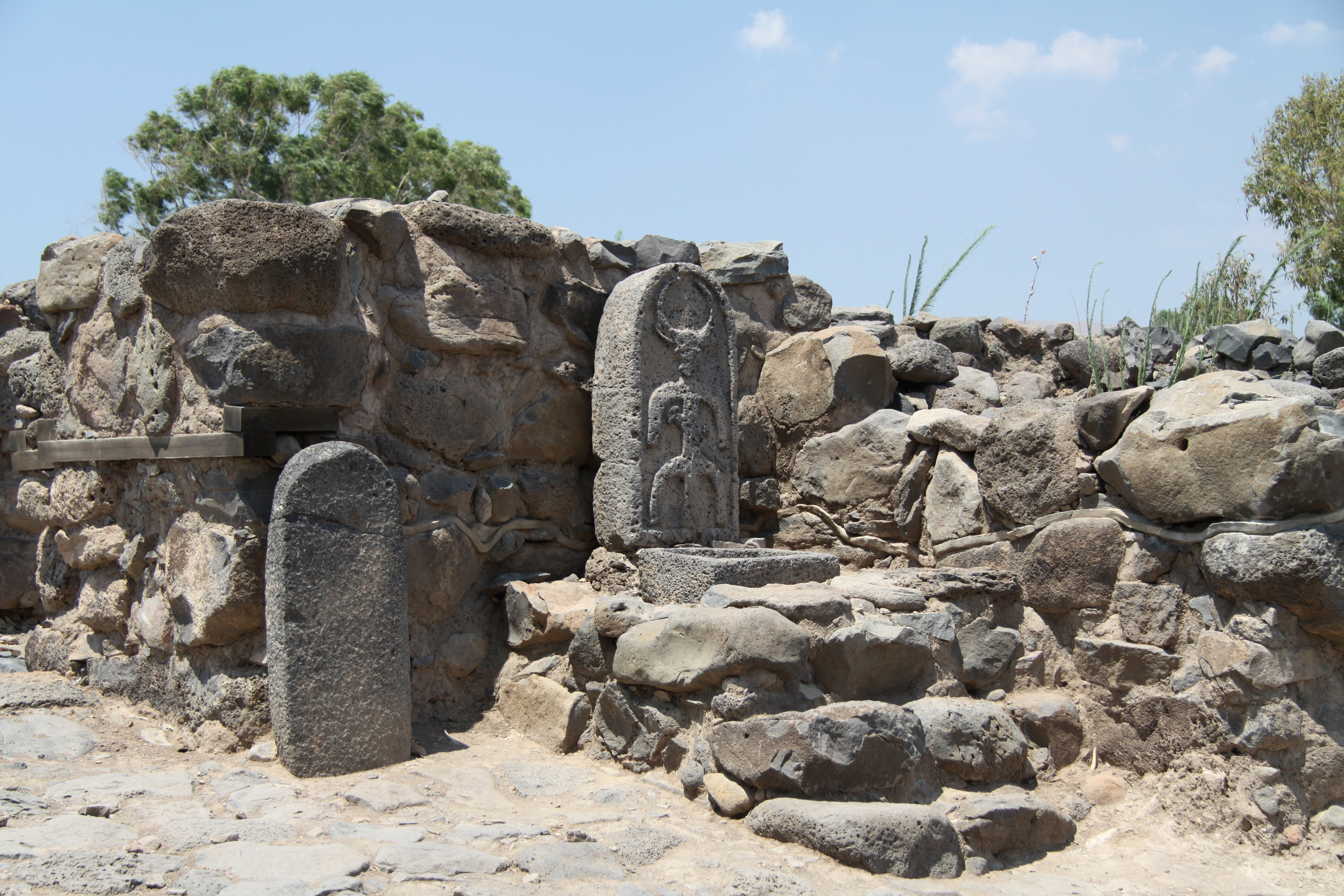
Ruinas de Betsaida

Betsaida, Bethsaida o Betseda (del hebreo/arameo: בית צידה, lit. 'casa de la caza' o 'de la pesca') es el nombre de una ciudad de la Palestina romana mencionada por Flavio Josefo y en el Nuevo Testamento.

## Historia
Las fuentes históricas no nos dicen cuándo se fundó Betsaida, aunque el cronista judeorromano Flavio Josefo da la noticia de que Herodes Filipo la elevó a la categoría de Ciudad y le dio el nombre de Julias (en griego, Ἰουλία), en honor a la hija de Augusto.
En la Biblia cristiana, el Evangelio de Juan afirma que tres de los discípulos de Jesús eran de Betsaida: Simón Pedro, su hermano Andrés y Felipe (Juan 1:44). Según escritos posteriores, de principios del siglo V (Juan Crisóstomo y Jerónimo), también Santiago, hijo de Zebedeo, y su hermano Juan habrían nacido en aquella ciudad. 
La ciudad de Betsaida aparece varias veces en los evangelios sinópticos: hacia ella se embarcan los discípulos tras la multiplicación de los panes (Marcos 6:45), en sus afueras cura Jesús a un ciego (Marcos 8:22), cerca de ella Jesús busca un lugar solitario para descansar con sus discípulos (Lucas 9:10), y en aquella misma ocasión alimenta a una multitud multiplicando unos pocos panes y peces (Lucas 9:12-17). Por otra parte, Betsaida, juntamente con Cafarnaún y Corazín, es el objeto de un amargo reproche por parte de Jesús por no haber aceptado su mensaje: «¡Ay de ti, Corazín! ¡Ay de ti, Betsaida! Porque si en Tiro y en Sidón se hubieran hecho los milagros que han sido hechos en vosotras, tiempo ha que se hubieran arrepentido en cilicio y en ceniza» (Mateo 11:21; cf. Lucas 10:13).
Los peregrinos bizantinos visitaban la ciudad de Betsaida, donde habían nacido los apóstoles "Pedro, Andrés, Felipe y los hijos de Zebedeo". En el siglo VIII, Willibaldo refiere que allí encontró una Iglesia en el lugar donde había estado la casa de aquellos.

## Localización
Plinio el Viejo y Flavio Josefo dicen que se encontraba al este del Jordán. Dos sitios se disputan hoy en día el honor de ser la antigua Betsaida: et-Tell y el-Araj (32.893322°N 35.619139°E). Sin embargo, el Evangelio de Marcos afirma que los discípulos fueron enviados del lado este del Jordán hacia Betsaida (Marcos 6:45), pero terminan llegando a Genesaret (Marcos 6:53).  Por este motivo los estudiosos que creen en el contenido literal de la Biblia han postulado la existencia de una segunda Betsaida al oeste del Jordán, tal vez la misma Tabgha. El hecho de que el autor del Evangelio de Juan hable de una Betsaida «de Galilea» (Juan 12:21) se aduce como indicio de esta propuesta, ya que el límite político de Galilea era el río Jordán. 

A partir del siglo XII los peregrinos suelen identificar Betsaida con una pequeña población entre Cafarnaún y Magdala, posiblemente Tabgha o Khirbat al-Minya:
A dos leguas de Neftalí junto al mar de Galilea, donde comienza a girar del norte hacia el sur, está Betsaida, ciudad de Andrés, Pedro y Felipe. Ahora apenas tiene seis casas, junto al camino que desde Siria lleva a Egipto. Tiene un antiguo acueducto del río que Josefo llama Pequeño Jordán, que entra en el mar de Galilea entre esta y Cafarnaún. Se ven los restos de este.
Hoy día, la tesis de una Betsaida en Galilea distinta de la Betsaida de la que hablan Plinio y Josefo no se considera actualmente como creíble.